# Kórógyi I. István
Kórógyi I. István (1340 körül – 1401. február 10. előtt) a Keléd nemzetségből származó, Valkó és Baranya vármegyében birtokos Kórógyi családból való magyar főnemes. 1382-ben királyi ajtónállómester, 1383 és 1385 között macsói bán, 1383-tól 1389-ig krassói ispán, 1389-ben kevei ispán, 1394-től 1398-ig ismét macsói bán.

## Családja
Kórógyi I. István feltehetően 1340 körül született Kórógyi III. Fülöp Valkó és Baranya megyei nemes legfiatalabb fiaként. Két fiútestvére ismert VII. Fülöp és IV. László. Házasságát illetően a korabeli dokumentumokból kiderül, hogy VII. Orbán pápa 1389-ben felmentette őt a házassági kötelék alól, mivel utólag kiderült, hogy közte és felesége között harmadrendű rokonság áll fenn. Az erre vonatkozó okirat nejét „banissa de Vezen, domicella Quinqueecclesiensis dioecesis” szavakkal említi.
I. Istvánnak öt fia volt: I. János, III. László, II. István, V. Fülöp és Miklós, és született egy lánya, Dorottya, akit Atyinai Péter vett feleségül. I. János lovászmester volt, II. István. feleségül vette Németi Katalint, és 1427. február 1-jén aláírója volt Brassóban annak a nemesi oklevélnek, amelyben támogatták a királynéi jövedelmek reformját.   A fiúk közül a legkiemelkedőbb V. Fülöp volt, aki aláírta azt az 1402-es szerződést, miszerint a magyar koronát, ha Luxemburgi Zsigmond örökös nélkül halna meg, Habsburg Albert kapná meg.  Temes és Krassó vármegye főispánja is volt. 1415-ben elkísérte Zsigmondot a konstanzi zsinatra.

## Élete
Első említése még kiskorúként 1352-ben történt apjának Kórógyi III. Fülöp hagyatékának birtokmegosztásával kapcsolatban. Harminc évvel később már Nagy Lajos és Mária királynő udvarában találjuk, ahol 1382-ben és 1383-ban a király ajtónállómestere. 1383-ban macsói bánná nevezik ki, mely tisztséget 1385-ig tölti be, ugyanebben az időszakban Krassó vármegye főispánja tisztét is betölti. 1384-ben a királynő neki és fiainak adományozza a lázadó Horváti János vránai prior és családjának Kőrös vármegyében fekvő Palisna, Zsivec és Kokosina birtokait.   Ebből az alkalomból említik először bárói címmel. 1385-ben Pozsegában részt vett a horvát és magyar nemesek összejövetelén, amikor megállapodtak abban, hogy Mária királynő és Luxemburgi Zsigmond eljegyzését a viszálykodó nemesek kibékítése érdekében felbontják. Amikor 1386 tavaszán Durazzói Károly hívei elfoglalták a Macsói bánság területét, valamint Pozsega, Valkó és Szerém megyéket, Valkó megyében fekvő birtokait elpusztították, de az elvesztett területeket hamarosan visszaszerezte. 
1386. július 25-én Garai Miklós nádorral és más nemesekkel ő is ott volt Erzsébet és Mária királynők kíséretében, akik a lázongó délvidék lecsillapítására indultak. A lázadók azonban Gara közelében megtámadták őket. A királynékat elhurcolták, Garait levágták, őt pedig más nemesekkel együtt a likai Počitelj várába vitték. 1387 májusában kiszabadult, majd júniustól Baranyában és Szlavóniában a Horváti János elleni harcokban irányította a királyi hadsereget, majd Pobosućnál megverte őket. A harcok során elfogta a lázadók több vezérét Palisnai Beriszlót, Szeglaki Lászlót és Héderváry Istvánt,  a lázadók megmaradt serege pedig Boszniába vonult vissza. 
Szolgálataiért 1387-ben a király a Temes megyei Cseri (Törökszákos) mezővárost, 1388-ban a Baranya megyei Harsány erődített városát és birtokát, 1389-ben a hűtlen Németiek birtokait, azaz Németi felét a közeli Nagy- és Kismocsár falvakat, Szilközt, Kovászdit és Asszonyfalva negyedét (mind Valkó vármegye), valamint 1392-ben a Baranya megyei Koska városát, Szeglaki volt birtokát a környező falvakkal adományozta neki. Amikor Kórógyi visszaadta a Németiektől elkobzott vagyont, 1394-ben a király a Valkó megyei Ivánkaszentgyörgy birtokának felét neki adta kárpótlásul. Bebek Imre országbíró határozatával 1390-ben megszerezte a Baranya megyei Karancs birtokot. A monostori nemesek egy csoportja 1392-ben vitatta Karancshoz való jogát, de Zsigmond még abban az évben megerősítette azt. Mária királynő 1391-es adományával társtulajdont szerzett a Kőrös megyei Fejérkő várában. Ekkor foglalta el az Eszék melletti Tizin birtokot is, amely addig a Szeglaki családé volt, de Mária királynő átadta az Alsáni családnak.
1388-ban és 1389-ben Krassó vármegye főispánjaként említik, 1389 végén pedig részt vett Zsigmond Lazarevics István szerb despota elleni hadjáratában, majd 1396-ban a Nikápoly melletti csatában. 1394–1397 között Treutel Miklóssal együtt ismét macsói bán volt.